# 무성 순치 파찰음
무성 순치 파찰음(無聲脣齒破擦音)은 자음의 하나로 이와 입술을 사용하여 조음하는 무성 파찰음이다.
듣기:

## 예시
- 독일어, 쇼나어, 르완다어: pf에서 이 소리가 난다.
- 총가어: pf와 pfh에서 이 소리가 난다. pfh는 유기음이다.